# Yves Bayard
Pour les articles homonymes, voir Bayard.

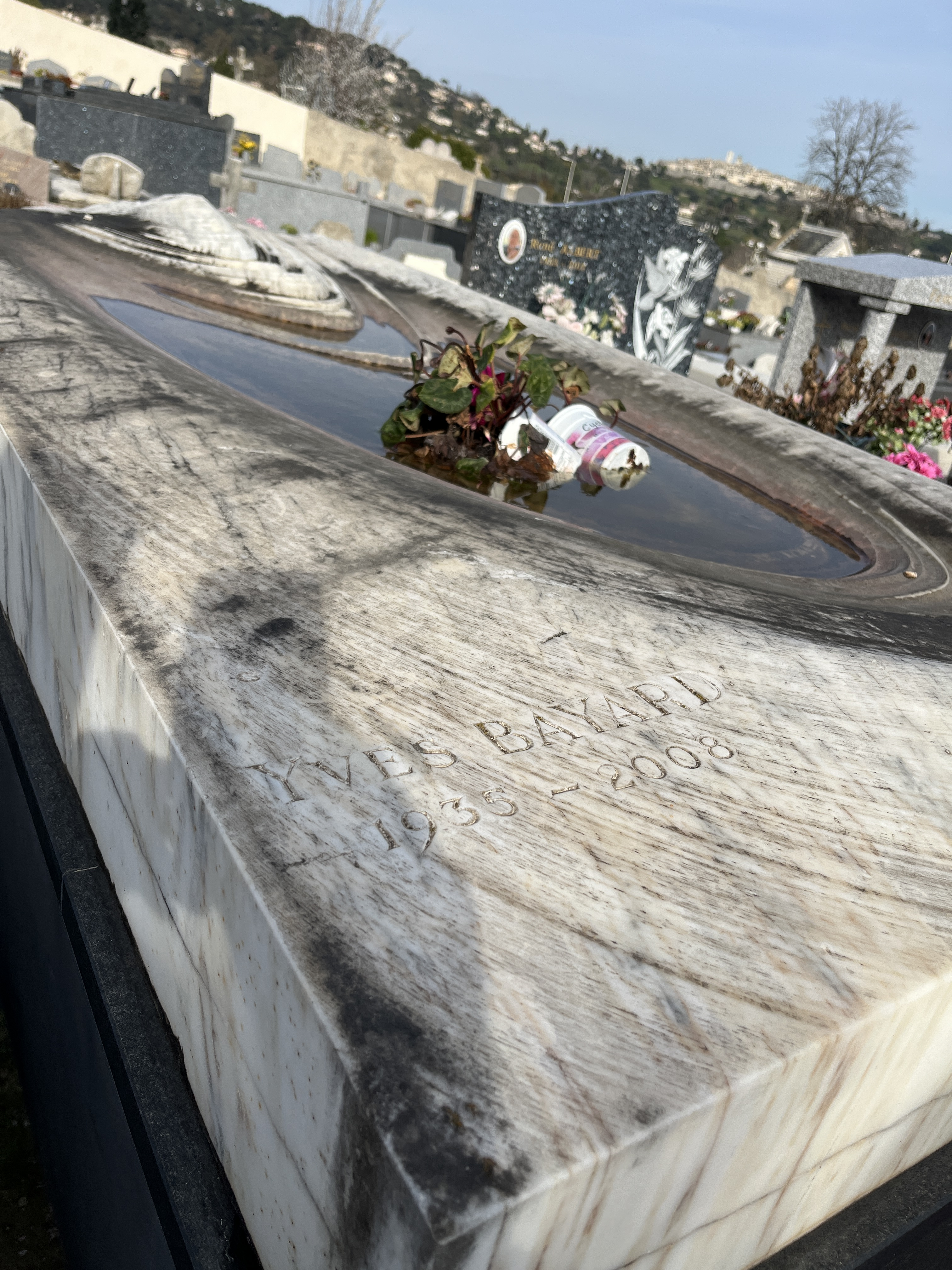
Sépulture d'Yves Bayard au cimetière de La Colle-sur-Loup.

Yves Bayard est un architecte français contemporain, né le 6 décembre 1935 à Paris et mort le 11 mars 2008 à Nice. Il est reconnu pour ses réalisations visionnaires tant en urbanisme qu'en architectures monumentales habitées dont il est le père créateur. Il était également photographe, dessinateur, aquarelliste, sculpteur, musicien et poète.

## Biographie
Il sort diplômé DPLG de l'École nationale supérieure des beaux-arts à Paris en 1967 et reçoit le prix du meilleur diplôme « médaille de vermeil », pour le spectacle marin Le Maréolien en mer d'Iroise. À cette époque, il rencontre l'architecte-ingénieur Henri Vidal. Ensemble, ils vont collaborer à de très nombreux projets nationaux et internationaux.
Architecte visionnaire, il va se distinguer par des réalisations monumentales uniques qui vont signer un tournant très important dans la conception architecturale. En effet, il développe tout au long de sa vie la démarche de la contemplation active et est l'auteur d'ouvrages majeurs sur les concepts Habitat paysage, Ordre et désordre en architecture, On peut habiter n'importe quelle forme et « Sculptures Monumentales Habitées ».
Ainsi, plusieurs de ses réalisations principalement en France et en Europe, marquent son passage avec succès : des centres de recherches, des technopoles, des centres culturels et galeries d'Art contemporain, musée d'art moderne et d'art contemporain, théâtres (national et de plein air), Bibliothèque municipale à vocation régionale, des maisons contemporaines, …   
L'une des plus imposantes, la Promenade des Arts, située sur le fleuve côtier Paillon, à Nice, pour laquelle il est à l'origine du musée d'Art moderne et d'Art contemporain de Nice (le Mamac), un bâtiment immense aux lignes futuristes, inauguré en 1990, et du Centre dramatique national Nice-Côte d'Azur. Les deux bâtiments sont reliés par une esplanade surélevée conçue pour symboliser le dialogue entre le théâtre et l'art contemporain. Enfin, la Promenade des Arts continue derrière le Mamac, où il crée un jardin sous lequel il conçoit l'espace public de la bibliothèque régionale Louis-Nucéra, comme une promenade dans les livres.

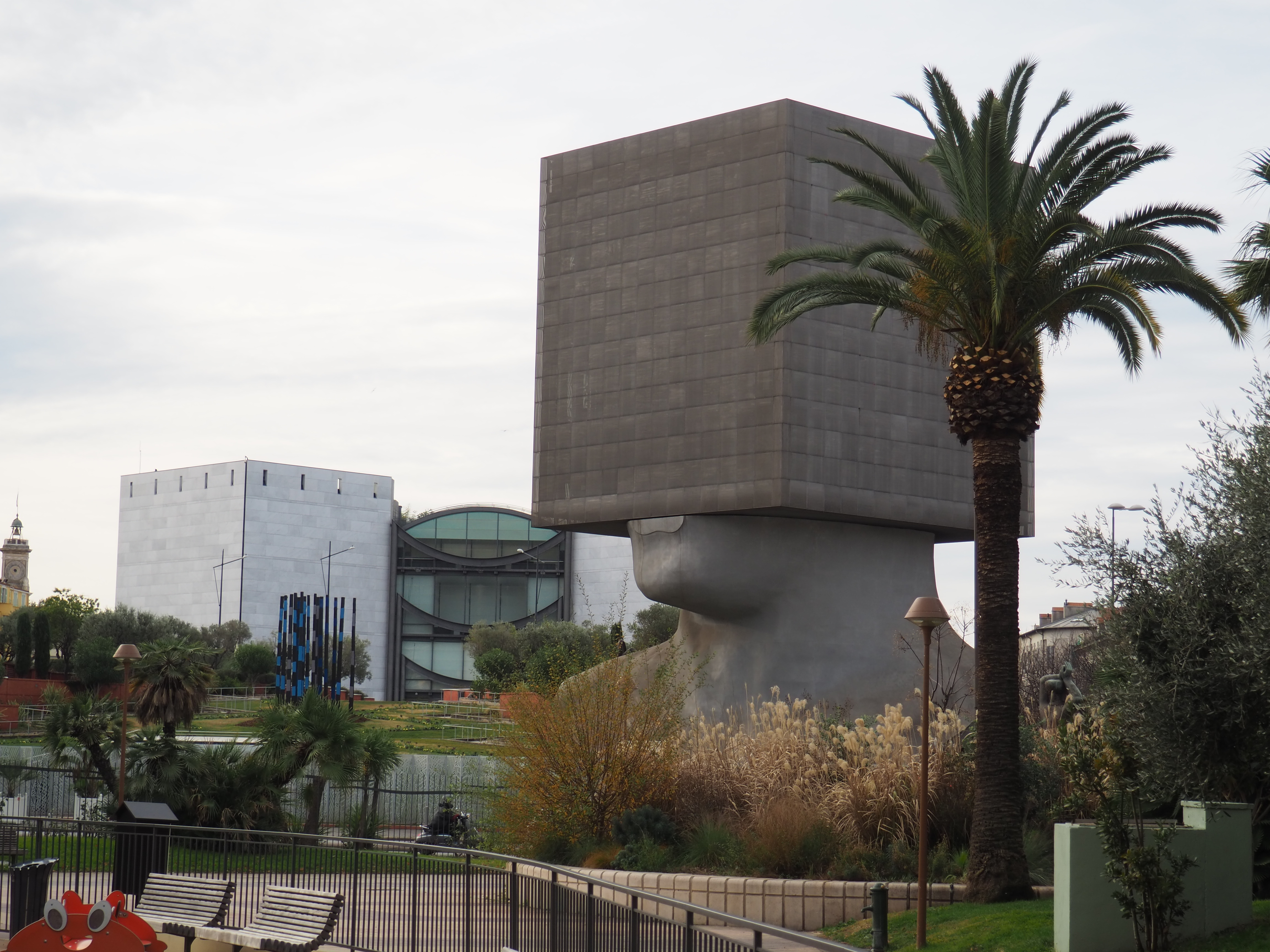
Bibliothèque Louis-Nucéra.

L'une de ses réalisations architecturales la plus remarquée actuellement étant la « sculpture monumentale habitée » abritant les locaux administratifs de la bibliothèque BMVR à Nice, inspirée d'une sculpture de Sosno, la Tête au carré. À savoir, Yves Bayard crée ce concept architectural en 1984 et le présente l'année suivante en 1985, à la Fiac de Paris, avec différents projets dont le Giant Hotel Project©, la première version de cette « tête géante habitée ». Plus tard, à l'occasion d'un concours d'architecture, Yves Bayard présente ce projet pour les bureaux administratifs de la bibliothèque Louis-Nucéra, BMVR à Nice. Parfaitement adaptée au sujet, Une tête bien faite, tête bien pleine, l'architecte visionnaire installe cet ouvrage comme un point fort, pour en faire un signal dans la ville. Inauguré en 2002, l'ouvrage a pris sa place sur la Promenade des Arts de Nice, dans les jardins. Cette « sculpture monumentale habitée » est unique au monde dans le domaine de l'architecture monumentale.
À Limoges, il est avec Jacques Charon, l'architecte d'Ester Technopôle inauguré en 1993 et labellisé « patrimoine du XXe siècle, et architecture remarquable ». Autre architecture communicante, par son dessin fort, sa Silhouette futuriste.
On lui doit auparavant, dès les années 70, l’urbanisme du parc international d’activité de Sophia Antipolis sur le plateau de Valbonne, qui est un exemple d'aménagement paysager. Ainsi que de nombreuses réalisations sur ce plateau : des bureaux, les services communs, aménagements scéniques du théâtre en plein air, le centre Allergan, les bureaux et centre informatique Franlab, les bureaux et centre informatique de l’Institut national de la propriété industrielle, les bureaux et centre informatique Amadeus, le restaurant de France Télécom, Les Algorythmes, l’extension de l'École des mines, soit plus de 50 000 m2 en tout.
Yves Bayard a également réalisé plusieurs maisons contemporaines. L'une des plus remarquables, le domaine de la Courtade, ferme vinicole et maison de son associé Henri Vidal, sur le site protégé de l'île de Porquerolles.
Tout au long de sa carrière d'architecte, Yves Bayard expose et publie, entre autres, ses nombreuses recherches personnelles sur Ordre et désordre en architecture. La contemplation active qu'il pratique s'exprime par des dessins, carnets de voyages, photographies, sculptures, assemblages, poésies, écritures. Elle est sa façon d'exister, de nourrir son imaginaire et de traduire son approche singulière du métier d'architecte.
Visionnaire, il consacre une partie de ses recherches aux utopies. La dernière en date fut La Tour épuratrice, Cité du désert, étude menée avec l'ingénieur Henri François Navarre. Cette collaboration les conduit à déposer un brevet.
Yves Bayard fait intervenir des artistes contemporains dans ses réalisations car, pour lui, l'architecture est l'art majeur qui réunit tous les arts. Le collège de Bagneux, la bibliothèque Louis-Nucéra - BMVR de Nice, la Promenade des arts à Nice et le domaine de la Courtade à Porquerolles avec principalement Pagès, O'Nives, Sosno ; la tour de Méditation avec Paul Jenkins.

## Architecture

### Réalisations (principales)

#### Architectures monumentales
- BMVR Nice, bibliothèque Louis-Nucéra. En Association avec Chapus, en accord avec Sosno. Réalisation de la première « sculpture monumentale habitée ».
- La Promenade des Arts, Nice
- Le musée d'Art moderne et d'Art contemporain de Nice (le Mamac)
- Le théâtre national de Nice

#### Technopoles
- E.S.T.E.R, Limoges
- Sophia Antipolis
  - Sophia Antipolis, étude de faisabilité
  - Sophia Antipolis, Services Communs de Sophia-Antipolis en plusieurs tranches
  - Aménagements scéniques du théâtre en plein air de Sophia-Antipolis
  - Bureaux et centre directeur à Sophia-Antipolis (Savalor).
  - Les Algorithmes à Sophia-Antipolis : 12 000 m2 de bureaux pour Guéraudi – Auffeve
  - Bureaux et centre informatique de l’INPI à Sophia-Antipolis
  - CNRS, ex-Télésystèmes D.P.L.S. à Sophia-Antipolis
  - Extension de l’École des mines de Paris à Sophia-Antipolis (4 500 m2) avec Jacques Charon (A4)
  - Bureaux et centre informatique Amadeus à Sophia-Antipolis (8 800 m2)
  - Air France avec G.A. et Lecovec architectes
  - Centre Allergan, bureaux et entrepôts de produits pharmaceutiques à Sophia-Antipolis (6 000 m2)
  - Projet pour la fondation Sophia-Antipolis
  - Étude du plan directeur pour Digital Media Complex – Sophia Estérel, 50 000 m2 de haute technologie.

#### Urbanisme collinaire
- Saint-Pierre-de-Féric à Nice, ensemble de logements habitat paysager
- Architerre, ensemble de logements paysager en région Provence-Alpes-Côte d'Azur et Espagne

#### Collèges
- Collège 600 à Vaires, Seine-et-Marne, associé à Dumont (ATE)
- Collège Romain-Rolland à Bagneux, Hauts-de-Seine

#### Industrie
- Pyramides de GIAT Industries à Bourges, Cher (aujourd'hui Nexter et Conseil départemental du Cher)

#### Maisons contemporaines
- Domaine de la Courtade, création d'un domaine vinicole, ferme et maison d'Henri Vidal, à Porquerolles (Var).

#### Concours
- Aménagement pour l'aménagement Tête-Défense
- Parc de la Villette, Paris
- Stade Charletty, Paris,
- Maison du Japon, Paris
- BMVR, bibliothèque Louis-Nucéra, Nice

## Publications

### Yves Bayard, auteur
- Contemplation active, parcours d'un architecte, éditions de l'Ormaie, juin 2002,  (ISBN 978-2-913036-20-8).
- On peut habiter n'importe quelle forme !, éditions StArt, 2003,  (ISBN 2-913222-20-X).
- Ordre et désordre en architecture, 1984,  (ISBN 2905463007).
- Provence perchée, cahier de dessins, éditions ARTthèmes, juin 1995,  (ISBN 2-909080-05-6).
- Adrien sort de son cadre, mai 2007, éditions StArt,  (ISBN 2-913222-53-6).

### Yves Bayard, co-auteur
- Car pour bâtir il faut aussi savoir rêver, avec Henri Vidal, éditions ARCHI, juillet 1983,  (ISBN 2-904722-00-9).
- En pays de Roudoule : carnets de voyage en Provence niçoise, illustrations de Yves et Martine Bayard,  (ISBN 2-913222-45-5), éditions StArt, mai 2006.
- Habiter demain, de l'utopie à la réalité, collection ANarchitecture, Véronique Willemin,  (ISBN 9782862276489).

### Expositions principales
- Dialogue avec le paysage, centre Georges-Pompidou, 1982.
- Clues et citadelles, Salon d'automne, Paris, 1983.
- Ordre et désordre en architecture, château-musée des Hauts-de-Cagnes, 1984.
- Sculptures monumentales habitées, Fiac, 1985
- Contemplation active, carte blanche à Yves Bayard, CIAC de Carros PACA, 2002